# Neoris
Neoris é um gênero de mariposa pertencente à família Bombycidae.